# Astavacra
Astavacra (em sânscrito:  अष्टावक्रः, AITS: Aṣṭāvakraḥ) ou Ushtaavukruhu é um sábio védico reverenciado no hinduísmo. Seu nome significa literalmente "oito deformidades", refletindo as oito deformidades físicas com as quais ele nasceu. Seu avô materno era o sábio védico Aruni, seus pais eram ambos estudantes védicos na escola de Aruni. Astavacra estudou, tornou-se um sábio e um personagem célebre dos épicos hindus Itihāsas e Puranas.
Astavacra é o autor do texto Aṣṭāvakra Gītā, também conhecido como Aṣṭāvakra Saṃhitā, nas tradições hindus. O texto é um tratado sobre Bramã e Atmã.

## História
Pouco se sabe sobre a vida ou o século em que Astavacra realmente viveu, exceto pelos relatos encontrados nos principais épicos indianos (o Ramáiana e o Maabarata) e os Puranas. As lendas afirmam que o sábio Aruni, mencionado no Chāndogya Upaniṣad, dirigia uma escola (Āśrama) ensinando os Vedas. Kahoḍa foi um de seus alunos, junto com a filha de Aruni, Sujata. A filha de Aruni se casou com Kahoḍa. Ela engravidou e, durante a gravidez, o bebê em desenvolvimento ouviu o canto dos Vedas e aprendeu a recitação correta. De acordo com uma versão das lendas que cercam Astavacra, seu pai uma vez recitou os Vedas, mas errou na entonação correta. O feto falou desde o ventre e contou a seu pai sobre o conhecimento limitado que ele tinha dos livros védicos, há muito mais para saber além desses livros. O pai ficou com raiva e o amaldiçoou a nascer com oito deformidades, daí o nome 'Astavacra'.
Seu pai, Kahoda, certa vez foi pedir riquezas a Janaka, o antigo rei de Videha, pois sua família era pobre. Ele foi, lá, derrotado em debates de ciência por Vandin, e em conseqüência foi afogado na água. Ao saber do afogamento de seu marido, ela manteve isso em segredo de seu filho. Quando Astavacra cresceu, ele aprendeu tudo sobre sua maldição e seu pai. Então ele pediu a sua mãe para ir com ele para testemunhar o grande sacrifício do rei Janaka. Ele foi impedido de entrar no sacrifício do rei porque apenas Brâmanas e Reis eruditos tinham permissão para entrar, e ele estava apenas em seu décimo ano. Com a proficiência em falar, ele surpreendeu o rei com o conhecimento que possuía; então, ele foi autorizado a entrar. Lá, ele desafiou os Vandin pela polêmica. Após um debate acalorado, ele derrotou Vandin no conhecimento por palavras. E pediu ao rei, como Vandin costumava lançar Brâmanas na água, que ele tivesse o mesmo destino. Vandin então revelou que é filho de Varun, e explicou que o motivo de ter afogado aqueles brâmanes foi um ritual que seu pai realiza há doze anos e precisava de um grande número de brâmanes. A essa altura, o ritual foi feito e, assim, todos os brâmanes que ele afogou foram libertados. O pai ficou muito impressionado com o filho e, ao voltar para casa, pediu-lhe que desse um mergulho no rio 'Samanga'. Quando Astavacra saiu do rio, viu-se que todas as suas deformidades haviam sido curadas.